# Meriania antioquiensis
Meriania antioquiensis är en tvåhjärtbladig växtart som beskrevs av Antonio Lorenzo Uribe Uribe. Meriania antioquiensis ingår i släktet Meriania och familjen Melastomataceae. Inga underarter finns listade i Catalogue of Life.